# Gnómeó és Júlia
A Gnómeó és Júlia (eredeti cím: Gnomeo and Juliet) 2011-ben bemutatott amerikai 3D-s számítógép animációs film, amely William Shakespeare Rómeó és Júlia című színdarabján alapul. Műfaja fantasy romantikus filmvígjáték. A címbeli főszereplők az eredeti, angol nyelvű változatban James McAvoy és Emily Blunt hangján szólalnak meg. Az animációs játékfilm rendezője Kelly Asbury, akinek nevéhez köthető a Shrek 2. és a Szilaj, a vad völgy paripája rendezői munkája is. Az ügyvezető producere Elton John volt, akinek több dala is felcsendül a filmben.
Amerikában 2011. február 11-én, Magyarországon 2011. február 10-én mutatták be a mozikban.

## Cselekmény
A történet William Shakespeare Rómeó és Júliáján alapul. Főhősei két kerti törpe, akik szerelembe esnek, nem kis bonyodalmat okozva ezzel, ugyanis két egymással rég óta ellenségeskedő család sarjai.

## Utalások más filmekre, művekre
A filmben szereplő feliratok, szövegek között található bőven egyfajta "cameo", amik más Shakespeare művekből vett idézetek, szimbólumok:
-A két lakás címe 2B 2B áthúzva= to be or not be, lenni vagy nem lenni, a Hamletből.
-A potyogó teáscsészék a Vihar Teakészletek Vállalat kocsijáról esnek le.
-"Makrancos hölgy" ragasztóval kényszerítik Júliát a bástyán maradásra.

## Szereplők
| Szereplő            | Eredeti hang     | Magyar hang     |
| ------------------- | ---------------- | --------------- |
| Gnómeó              | James McAvoy     | Hevér Gábor     |
| Júlia               | Emily Blunt      | Gubás Gabi      |
| Tybalt              | Jason Statham    | Epres Attila    |
| Nanette             | Ashley Jensen    | Kiss Erika      |
| Lady Bluebury       | Maggie Smith     | Molnár Piroska  |
| Lord Redbrick       | Michael Caine    | Fülöp Zsigmond  |
| William Shakespeare | Patrick Stewart  | Varga T. József |
| Benny               | Matt Lucas       | Elek Ferenc     |
| Páris               | Stephen Merchant | Fesztbaum Béla  |
| Flamígó             | Jim Cummings     | Schnell Ádám    |
| Ikertörpék          | Alan Rickman     | Alföldi Róbert  |
| Porcelán-Bambi      | Ozzy Osbourne    | Nagy Feró       |
| Lord Capulet        | Richard Wilson   | Reviczky Gábor  |
| Lady Montague       | Julie Walters    | Szabó Éva       |
| Dolly Gnome         | Dolly Parton     | Sáfár Anikó     |
| Terrafűnyíró        | Hulk Hogan       | N/A             |

További magyar hangok: Forgács Gábor, Ganxsta Zolee, Háda János, Haffner Anikó, Hamvas Dániel, Kardos Róbert, Magyar Bálint, Molnár Levente, Ősi Ildikó, Pál Tamás

## Betétdal
A Gnómeó és Júlia filmzenei albuma 2011. február 8-án, három nappal az amerikai bemutató előtt jelent meg. Az albumon olyan előadók számai találhatók, mint Elton John, Nelly Furtado, Kiki Dee, és a film aláfestő zenéjének részletei, melyet James Newton Howard szerzett. Kifejezetten a filmhez készült a Hello, Hello című dal Lady Gagával közösen készített duettváltozata, amely az albumra nem került rá.

### A dalok listája
1. Hello, Hello – Elton John
2. Crocodile Rock – Nelly Furtado
3. Saturday Night's Alright For Fighting – Elton John
4. Don't Go Breaking My Heart – Elton John és Kiki Dee
5. I Build This Garden for Us – Elton John
6. Your Song – Elton John
7. Rocket Man – Elton John
8. Tiny Dancer – Elton John
9. Bennie and the Jets – Elton John
10. Gnomeo & Juliet – James Newton Howard
11. Dandelions – James Newton Howard
12. Bennie and the Bunnies – James Newton Howard
13. Terrafirminator – James Newton Howard
14. The Tiki Tiki Tiki Room – Wally Boag, Thurl Ravenscroft, Fulton Burley és The Mellomen

## Fogadtatás
A Gnómeó és Júlia vegyes kritikákat kapott; a Rotten Tomatoes oldalon 54%-on, míg a Metacriticen 53%-on áll. Vörös Adél, a VOX Mozimagazin írója 50%-osnak értékelte a filmet, és ezt írta: „Az ötlet egyszerre idétlen és eredeti, a film viszont leginkább aranyos és bugyutácska, az izgő-mozgó törpikék ugyanis izgés-mozgáson kívül túl sok mélységet nem produkálnak.” Írásában megemlíti a Toy Story 3. című animációs filmet, amely – szemben a Gnómeó és Júliával – „gyerekeknek és felnőtteknek egyszerre végtelenül igényes szórakozást” nyújt, „élcelődés nélkül”. Toroczkay András, a Revizor kritikusa meglehetősen negatív véleménnyel írt a filmről: „... Elton John dalaira kerti törpék és egyéb szobrok táncolnak és szeretnek egymásba egy Shakespeare dráma romjai közt, amely dráma ebben az esetben happy enddel ér véget. [...] hiába az újszerű megközelítés, illetve alkotói merészség, azon túl, hogy ízléstelen, meglehetősen unalmas is. [...] Mindezeken túl a történet annak is követhetetlen, aki olvasta és szerette a lándzsarázó művét, meg annak is, aki nem.”

## Televíziós megjelenések
- Viasat 3, AXN, FilmBox Premium
- M1, M2